# Kamienica Wolfa Krongolda w Warszawie

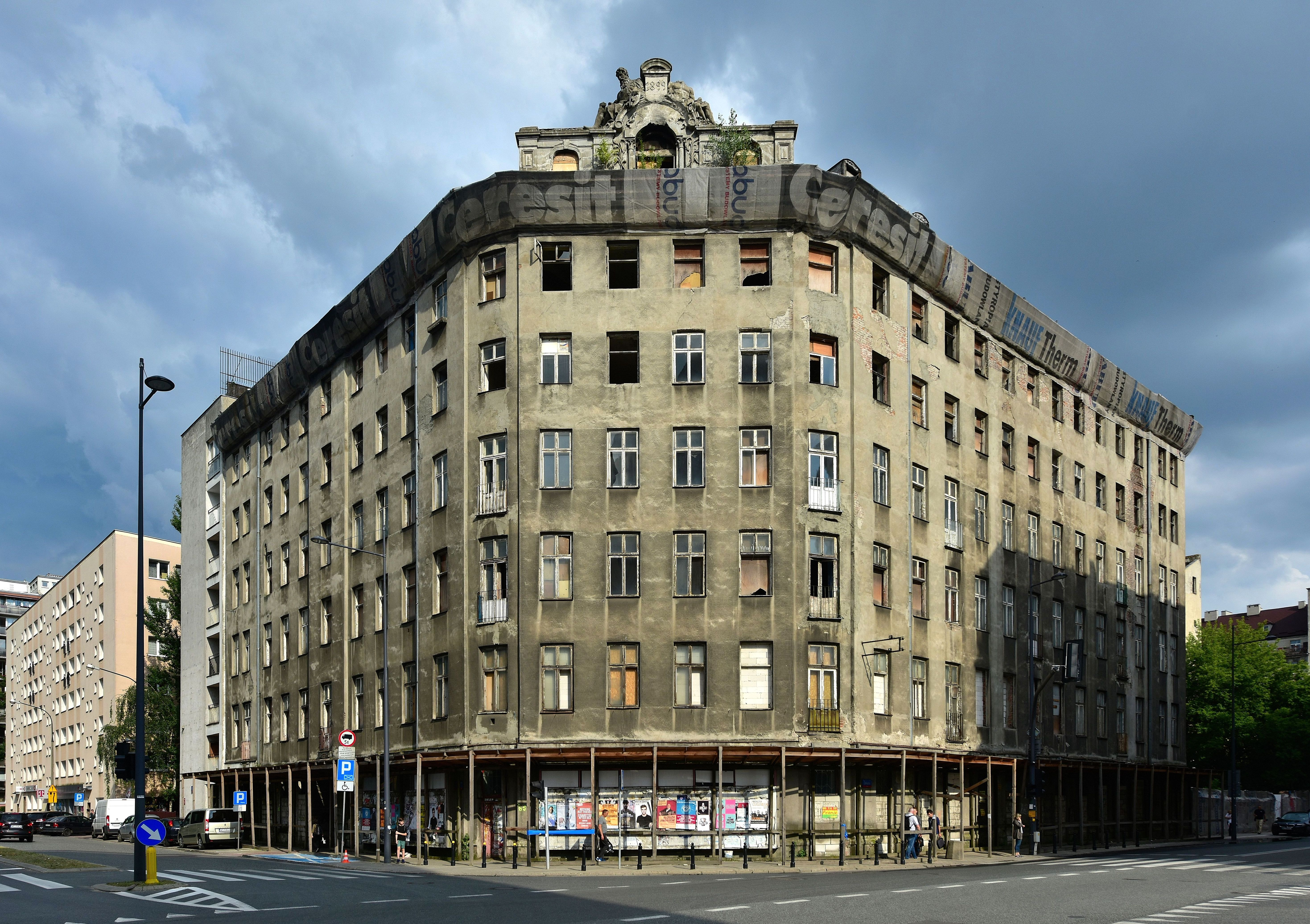
Kamienica przed renowacją (2018)

Kamienica Wolfa Krongolda – kamienica wzniesiona w latach 1896–1899 przy ul. Złotej 83 róg ul. Żelaznej w Warszawie.
Budynek jest zwyczajowo nazywany „Pekinem” (w gwarze warszawskiej jest to określenie przeludnionej kamienicy czynszowej).

## Opis
Kamienica powstała w latach 1896–1899 dla żydowskiego przedsiębiorcy i inwestora z sektora nieruchomości Wolfa Krongolda. Jej projekt jest przypisywany Bronisławowi Brochwicz-Rogóyskiemu, jednak jego autorstwo nie jest potwierdzone.
Kamienica pierwotnie miała trzy piętra, dwa kolejne dodano kilka lat później. Była bogato zdobiona. Attykę budynku zdobiły rzeźby półnagiego starca z długą brodą oraz półnagiego muskularnego młodzieńca siedzących po bokach cokołu z datą 1899, co miało być symbolem faktu, iż kamienica powstała na przełomie XIX i XX wieku.
Mieszkania znajdujące się na niższych piętrach przeznaczone były dla lepiej sytuowanych mieszkańców, były większe i lepiej wyposażone oraz posiadały osobną, zdobioną marmurami klatkę schodową. Mieszkania na wyższych piętrach były mniejsze, wchodziło się do nich poprzez zwyczajną klatkę schodową z dębowymi schodami.
W 1933 roku z powodu problemów finansowych Krongoldów kamienica została wystawiona na licytację.
W czasie II wojny światowej budynek frontowy został uszkodzony, oficyny zachowały się w bardzo dobrym stanie. Po 1945 kamienica została odbudowana z przeznaczeniem na mieszkania komunalne. Z elewacji frontowej zbito wszystkie detale i zdobienia, zachowując jedynie attykę. Przedwojenne mieszkania podzielono na mniejsze. W latach 60. usunięto balkony oraz kutą, zdobioną bramę.
W 1989 roku kamienica została wpisana do rejestru zabytków.
W 2003 roku eksmitowano mieszkańców oraz najemców lokali handlowych w kamienicy.
W lutym 2015 kamienica została sprzedana przez miasto spółce Czerwone Maki należącej do międzynarodowej grupy AFI Europe.
15 listopada 2015 w opuszczonym budynku wybuchł pożar.
Kamienica została przebudowana na luksusowy apartamentowiec z parkingiem podziemnym. Remont ukończono w 2022.

## W kulturze
O wysiedlanych mieszkańcach kamienicy Ewa Borzęcka nakręciła film dokumentalny Pekin. Złota 83 oraz ośmioodcinkowy serial U nas na Pekinie.

## Inne informacje
Słowem Pekin określany jest także zespół połączonych 23 bloków mieszkalnych na osiedlu Przyczółek Grochowski.